# Сен-Вандрій-Рансон
Сен-Вандрі́й-Рансо́н (фр. Saint-Wandrille-Rançon) — колишній муніципалітет у Франції, у регіоні Нормандія, департамент Приморська Сена. Населення — 1182 осіб (2011).
Муніципалітет був розташований на відстані близько 140 км на північний захід від Парижа, 26 км на захід від Руана.

## Історія
До 2015 року муніципалітет перебував у складі регіону Верхня Нормандія. Від 1 січня 2016 року належав до нового об'єднаного регіону Нормандія.
1 січня 2016 року Сен-Вандрій-Рансон, Кодбек-ан-Ко i Вільк'є було об'єднано в новий муніципалітет Рив-ан-Сен.

## Демографія
Динаміка населення (INSEE ):
Розподіл населення за віком та статтю (2006):
| Стать | Всього | До 15 років | 15-24 | 25-44 | 45-64 | 65-85 | Понад 85 |
| --- | ------ | ----------- | ----- | ----- | ----- | ----- | -------- |
| Чоловіки | 605    | 116         | 68    | 164   | 188   | 57    | 12       |
| Жінки | 564    | 80          | 56    | 176   | 168   | 56    | 28       |
| \| Статево-вікова піраміда \| Статево-вікова піраміда \| Статево-вікова піраміда \| \| ----------------------- \| ----------------------- \| ----------------------- \| \| Чоловіки \| Вік \| Жінки \| \| 12 \| 85 + \| 28 \| \| 16 \| 80-84 \| 4 \| \| 17 \| 75-79 \| 32 \| \| 8 \| 70-74 \| 8 \| \| 16 \| 65-69 \| 12 \| \| 32 \| 60-64 \| 40 \| \| 48 \| 55-59 \| 44 \| \| 56 \| 50-54 \| 56 \| \| 52 \| 45-49 \| 28 \| \| 52 \| 40-44 \| 40 \| \| 40 \| 35-39 \| 84 \| \| 32 \| 30-34 \| 28 \| \| 40 \| 25-29 \| 24 \| \| 20 \| 20-24 \| 40 \| \| 48 \| 15-20 \| 16 \| \| 60 \| 10-14 \| 44 \| \| 32 \| 5-9 \| 24 \| \| 24 \| 0-4 \| 12 \| |        |             |       |       |       |       |          |
| Статево-вікова піраміда |        |             |       |       |       |       |          |
| Чоловіки | Вік    | Жінки       |       |       |       |       |          |
| 12 | 85 +   | 28          |       |       |       |       |          |
| 16 | 80-84  | 4           |       |       |       |       |          |
| 17 | 75-79  | 32          |       |       |       |       |          |
| 8 | 70-74  | 8           |       |       |       |       |          |
| 16 | 65-69  | 12          |       |       |       |       |          |
| 32 | 60-64  | 40          |       |       |       |       |          |
| 48 | 55-59  | 44          |       |       |       |       |          |
| 56 | 50-54  | 56          |       |       |       |       |          |
| 52 | 45-49  | 28          |       |       |       |       |          |
| 52 | 40-44  | 40          |       |       |       |       |          |
| 40 | 35-39  | 84          |       |       |       |       |          |
| 32 | 30-34  | 28          |       |       |       |       |          |
| 40 | 25-29  | 24          |       |       |       |       |          |
| 20 | 20-24  | 40          |       |       |       |       |          |
| 48 | 15-20  | 16          |       |       |       |       |          |
| 60 | 10-14  | 44          |       |       |       |       |          |
| 32 | 5-9    | 24          |       |       |       |       |          |
| 24 | 0-4    | 12          |       |       |       |       |          |

## Економіка
2010 року серед 771 особи працездатного віку (15—64 років) 551 була активною, 220 — неактивними (показник активності 71,5%, у 1999 році було 66,4%). З 551 активної мешканців працювало 509 осіб (285 чоловіків та 224 жінки), безробітними було 42 (15 чоловіків та 27 жінок). Серед 220 неактивних 55 осіб було учнями чи студентами, 86 — пенсіонерами, 79 були неактивними з інших причин.

У 2010 році в муніципалітеті числилось 465 оподаткованих домогосподарств, у яких проживали 1177,0 особи, медіана доходів виносила 19 782 євро на одного особоспоживача